# Istituto Nazionale del Nastro Azzurro
L'Istituto del Nastro Azzurro fra combattenti decorati al valore militare (o più semplicemente Nastro Azzurro) è un ente a struttura associativa di tutti i Decorati italiani di ricompense al valor militare, dalle guerre d'indipendenza fino all'attualità.

## Storia
L'Istituto del Nastro Azzurro fu costituito in Roma il 24 febbraio 1923 prima come Legione Azzurra, poi come Associazione del Nastro Azzurro, per volontà della Medaglia d'Oro Ettore Viola e del pittore Maurizio Barricelli che vollero assumere come data costitutiva il 26 marzo, a memoria dell'istituzione da parte di Carlo Alberto di Savoia Carignano delle Medaglie al Valor Militare. Il 21 aprile  il Capo del Governo Benito Mussolini consegnò al Comitato Centrale dell'Istituto, nell'Aula Senatoria del Campidoglio, l'Orifiamma Nazionale.
Le sue origini si radicano nel primo provvedimento organico adottato nel Regno di Sardegna per ricompensare particolari atti di valore compiuti da militari risalente al 21 maggio 1793, quando Vittorio Amedeo III di Savoia approvò il Regolamento «…per il distintivo di onore stabilito per li bassi ufficiali e soldati delle Regie Truppe» che istituiva una medaglia d'oro o d'argento da conferire ai sottufficiali ed ai militari di truppa del regno sardo che avessero compiuto «azione di segnalato valore in guerra». Tale distintivo di onore rappresentava «un pubblico e permanente onorifico contrassegno di Reale gradimento» e, proseguiva il regolamento, «nel far riconoscere gli autori» doveva «dar loro una maggior considerazione, elevarne sempre più gli animi ed eccitare anche con l'apparente segno della manifestata prodezza quella emulazione nei compagni, che è tanto necessaria nel militare».
Vittorio Emanuele I di Savoia soppresse la decorazione il 14 agosto 1815 sostituendola con l'Ordine Militare di Savoia, ma Carlo Alberto di Savoia Carignano, riconosciuta la necessità di premiare molte azioni di vero valore che non era possibile ricompensare per la severità degli Statuti dell'Ordine Militare di Savoia, con Regio Biglietto del 26 marzo 1833, istituiva un nuovo distintivo d'Onore, consistente in una medaglia che poteva essere d'oro o d'argento. La nuova medaglia doveva portare nel recto lo scudo di Savoia, sormontato dalla Corona Reale e circondato dal motto Al Valor Militare e, nel rovescio, due rami di alloro piegati a corona, in mezzo ai quali dovevasi incidere il nome del decorato e nel contorno il luogo e la data dell'azione. Essa era appesa ad un nastro turchino celeste di 32 millimetri. Tale distintivo poteva essere concesso ad ufficiali, sottufficiali e soldati anche immediatamente sullo stesso campo di battaglia da Sua Maestà, dal Generale in Capo ed dai Generali di Divisione autorizzati. Poteva essere accordato anche in tempo di pace per atti di segnalato coraggio compiuti da militari in servizio comandato.

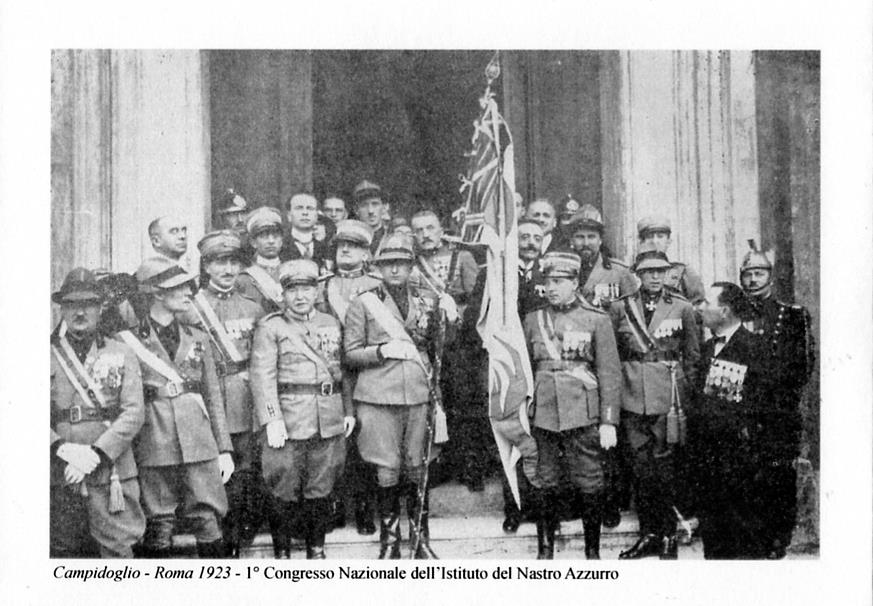
Roma, Campidoglio, 1923. 1º Congresso Nazionale dell'Istituto del Nastro Azzurro

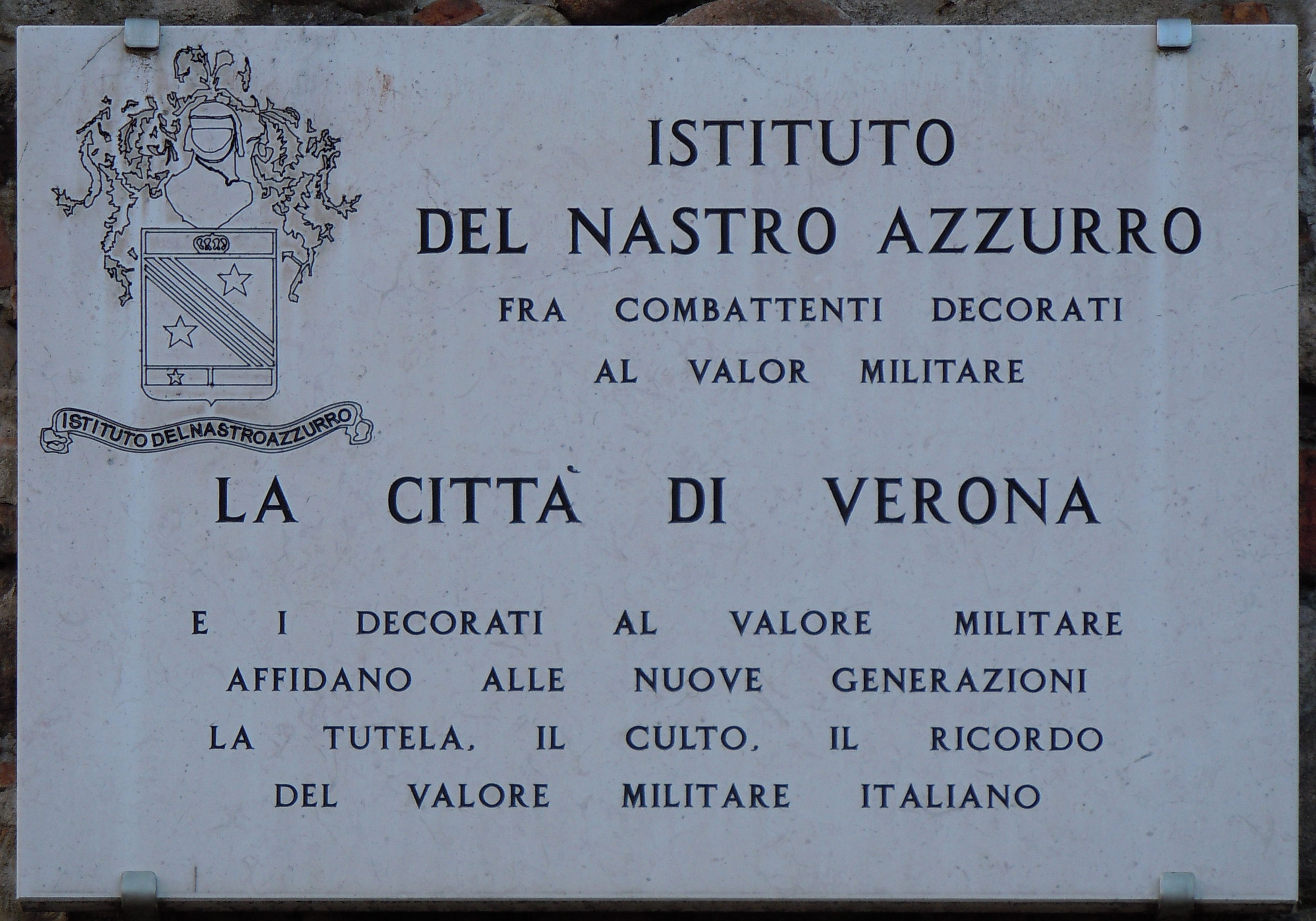
Verona, lapide commemorativa in piazza Brà

L'attività e l'ordinamento dell'Istituto furono regolati da uno Statuto provvisorio, sostituito in via definitiva da quello approvato con regio decreto n. 1308 del 31 maggio 1928 quando l'Istituto fu eretto ad ente morale. Con Regie Patenti del 29 marzo 1928, in applicazione al regio decreto del 17 novembre 1927, fu riconosciuto all'Istituto ed ai suoi soci il diritto di far uso di un emblema araldico. Lo statuto provvisorio fu sostituito, poi, con quello approvato con regio decreto n. 308 del 31 maggio 1928. Con le successive Regie Patenti concesse da Vittorio Emanuele III di Savoia il 16 gennaio 1936, in applicazione al regio decreto del 19 dicembre 1935, il diritto fu esteso anche ai membri dell'Istituto decorati di Croce di Guerra al Valor Militare, riconoscendoli quale Corpo Nobiliare del Valore. Con ulteriore regio decreto n. 946 del 27 aprile 1936 fu esteso il diritto all'iscrizione anche al personale militare transitato in S.P.E. per meriti di guerra. Infine, con regio decreto n. 1898 del 10 settembre 1936 (G.U.R.d'I. n. 357 del 06.11.1936), lo Statuto Sociale fu modificato ed integrato da nuove norme.
Il 26 marzo 1924 fu pubblicato il primo numero del periodico Il Nastro Azzurro.
Nei tumultuosi eventi politici e militari che seguirono l'8 settembre 1943, l'Istituto non fu sciolto e la sua attività non subì interruzione. Dal 9 settembre furono riammessi i Decorati di religioni ebraica che le leggi razziali avevano forzatamente allontanato. Riorganizzato per adeguare le proprie norme statutarie alla nuova forma istituzionale, rimasero ferme la sua finalità di ordine morale e la sua totale apoliticità. Lo statuto dell'Istituto in vigore oggi è quello approvato con decreto del presidente della Repubblica n. 158 del 10 gennaio 1966, e con successive modifiche deliberate nei vari Congressi Nazionali e sanzionate dalla Prefettura di Roma.

### Soci del Nastro Azzurro

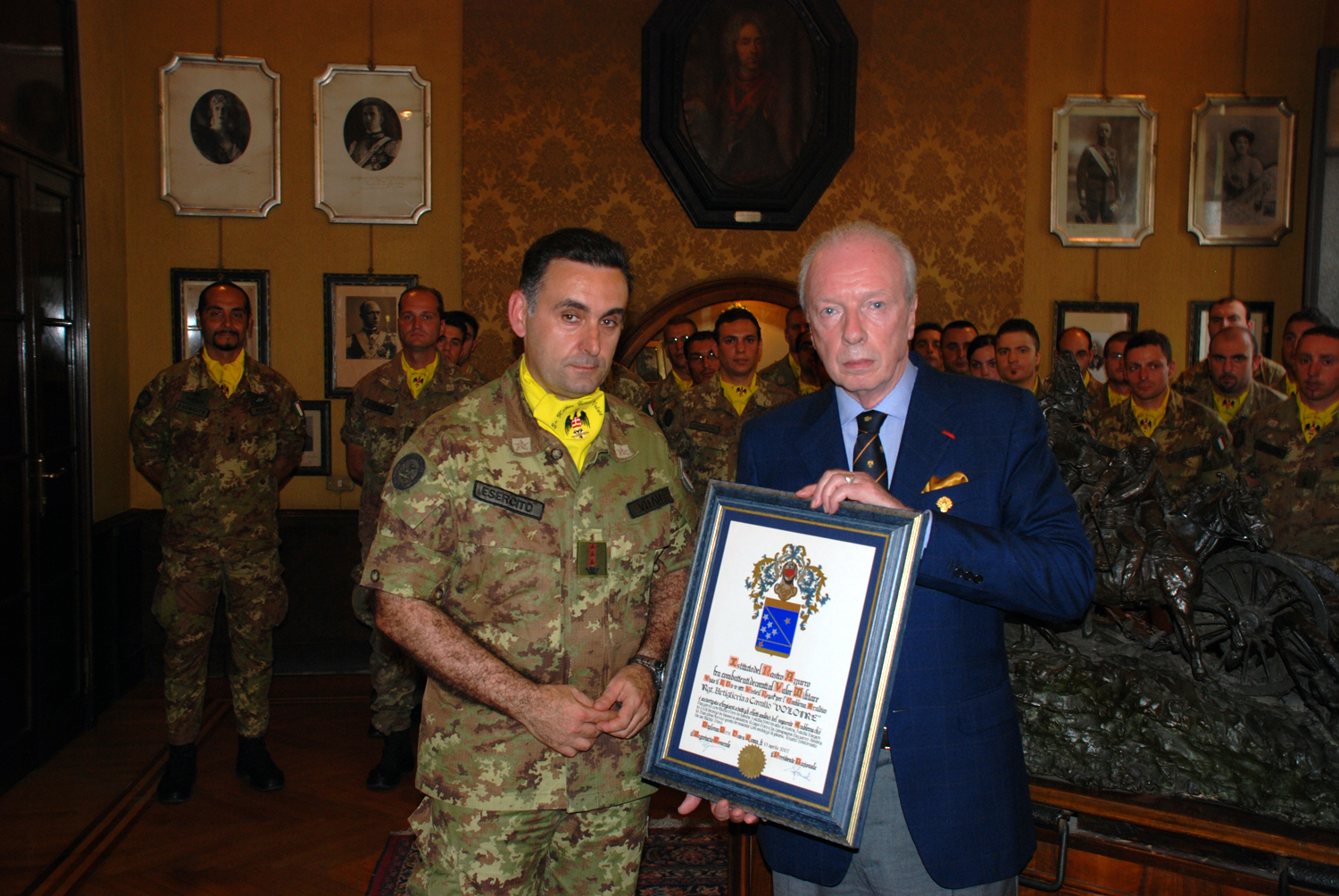
Milano, consegna dell'Emblema Araldico dell'Istituto al Reggimento Artiglieria a Cavallo

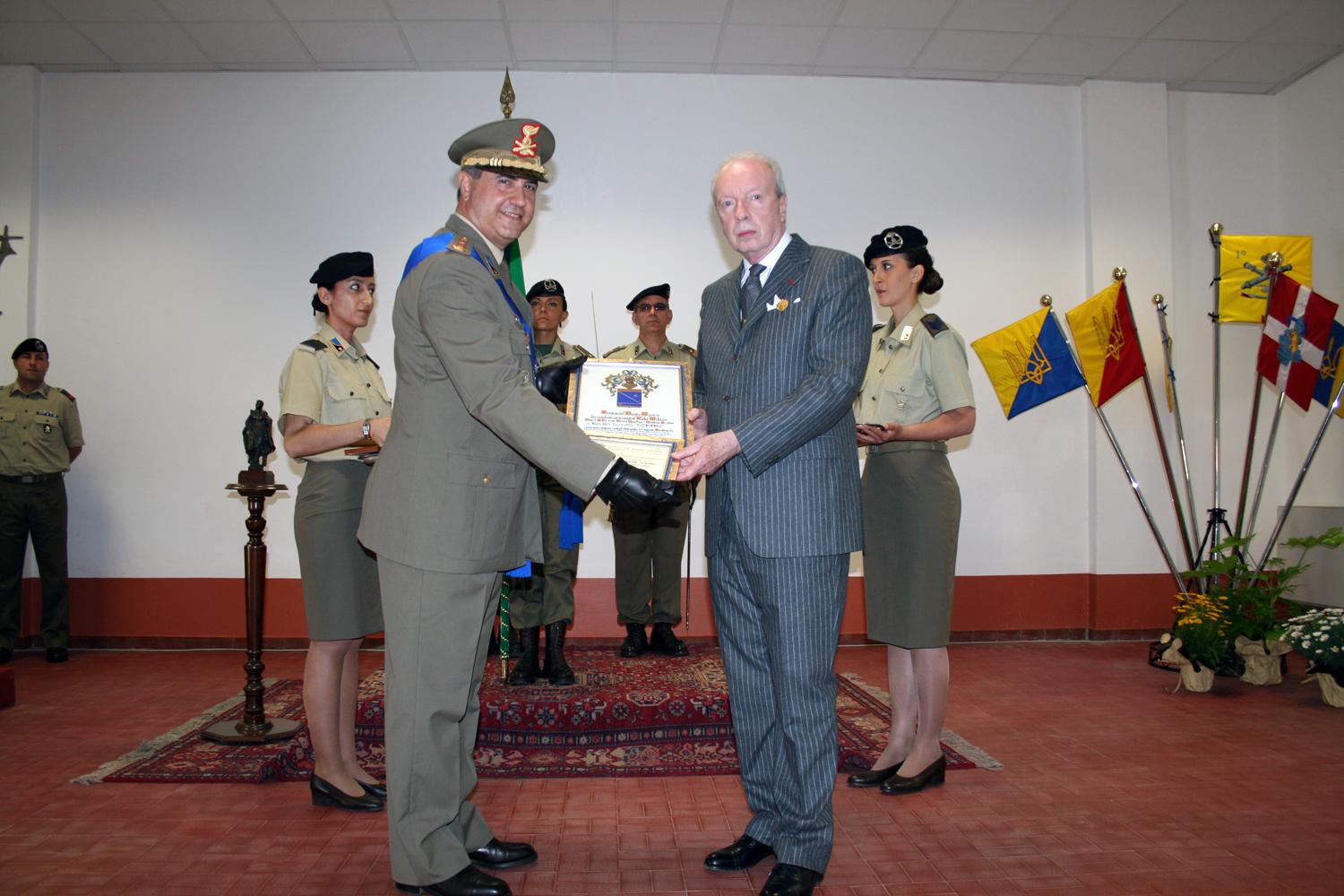
Vercelli, consegna dell'Emblema Araldico dell'Istituto al 52º Reggimento Artiglieria Terrestre "Torino"

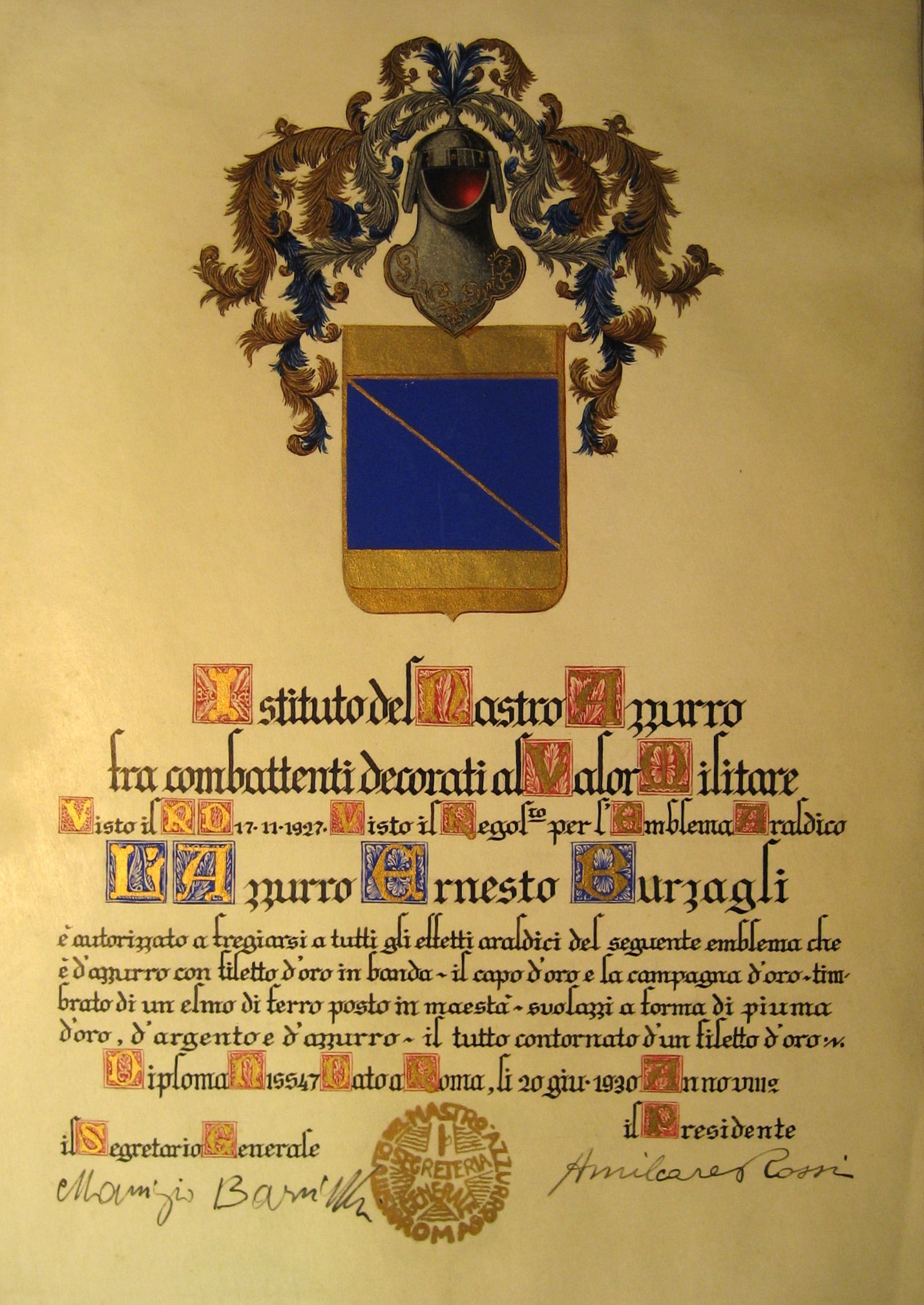
Emblema araldico concesso dall'Istituto del Nastro Azzurro ad uno dei suoi membri, l'Ammiraglio Ernesto Burzagli.

Possono fare parte dell'Istituto i Decorati di medaglia al Valor Militare (Soci Ordinari) alla condizione di non aver compiuto, dopo il conseguimento della decorazione, azioni indegne o tenuto comportamento disonorevole, essere venuti meno alle leggi dell'onore militare, della morale ed ai doveri verso la Patria. Questa nozione basilare dell'onore del Decorato era ben chiara già negli statuti iniziali dell'Istituto, dove si leggeva che potevano far parte del Nastro Azzurro tutti i combattenti che avendo ottenuto per atti di valore compiuti esclusivamente in presenza del nemico una ricompensa al Valor Militare, non abbiano macchiata, con disonesto o riprovevole comportamento, la purezza originaria di essa. Soci Ordinari sono altresì i decorati dell'Ordine Militare d'Italia (già di Savoia), della Croce d'Onore alle vittime del terrorismo o di atti ostili impegnate in operazioni militari e civili all'estero, e delle Medaglie al Valore dell'Esercito, della Marina, dell'Aeronautica, dell'Arma dei Carabinieri e della Guardia di Finanza. Sono altresì Soci Ordinari i congiunti dei Decorati. I Soci Sostenitori sono coloro che aderiscono per condivisione degli ideali, scopi e finalità dell'Istituto.
Dal 1936 possono essere nominati Soci d'Onore  i Reparti delle Forze Armate, le Regioni, le Province ed i Comuni con bandiera o gonfalone decorato di medaglia al Valor Militare (sono ad esempio Soci d'Onore della Federazione Provinciale di Biella e Vercelli: la Città di Biella - 1 Medaglia d'Oro al Valor Militare -, il Reggimento Artiglieria a Cavallo "Voloire" (Vercelli) - 1 Medaglia d'Oro al Valor Militare, 5 Medaglie d'Argento al Valor Militare, 1 Medaglia di Bronzo al Valor Militare - ed il 52º Reggimento Artiglieria Terrestre "Torino" (Persano)

### Il Nastro Azzurro oggi
Oggi l'Istituto, sempre con sede centrale a Roma, si articola in 85 Federazioni Provinciali, Sezioni e Gruppi. Dalla sua istituzione, hanno ottenuto l'iscrizione al Nastro Azzurro più di 90.000 Decorati al Valor Militare. Mantenendo fede ai propri Statuti, l'Istituto, nei suoi oltre 90 anni di storia, ha svolto un'opera di alto profilo, affiancando di volta in volta iniziative di carattere patriottico ad un'attività sociale, sempre con l'obiettivo di rafforzare il concetto di Patria che è alla base dell'esistenza di ogni singolo popolo che si riconosce in una bandiera.
Attraverso il proprio periodico, Il Nastro Azzurro, l'istituto mantiene in vita il ricordo di tutti quegli eroi che, senza distinzione di religione, classe ed ideologia politica, hanno portato nel mondo l'eroismo del soldato italiano, Patria comune di vincitori e vinti.
L'Istituto fa parte del Consiglio nazionale permanente delle associazioni d'arma nonché della Confederazione italiana fra le associazioni combattentistiche e partigiane.

## Elenco dei Presidenti Nazionali
- 1923-1928 Ettore Viola
- 1928-1943 Amilcare Rossi
- 1943 Achille Martelli (Commissario Governativo)
- 1943 Ugo Trombetti (Commissario Governativo)
- 1944-1952 Achille Martelli (Commissario Governativo)
- 1952-1957 Eugenio Spiazzi di Corte Regia
- 1957-1958 Angelo Parona (Vice Presidente Nazionale Reggente)
- 1958-1967 Filippo Guerrieri
- 1967 Angelo Parona (Vice Presidente Nazionale Reggente)
- 1957-1973 Carlo Scarascia Mignozza
- 1973-2000 Vittore Catella
- 2000-2006 Giuseppe Maria Vaccaro
- 2006-2009 Giorgio Zanardi
- 2009 Carlo Maria Magnani